# .mt
.mt је највиши Интернет домен државних кодова (ccTLD) за Малту.